# Observatório Las Campanas
O Observatório Las Campanas (LCO) é um observatório astronômico operado pelo Carnegie Institution for Science de Washington. Ele está localizado na cordilheira dos Andes na Região de Atacama, a 27 quilômetros ao norte do Observatório de La Silla (localizado na Região de Coquimbo), e a cidade mais próxima do observatório é Vallenar, Chile.

## Telescópios
- Telescópio Gigante de Magalhães.[1]

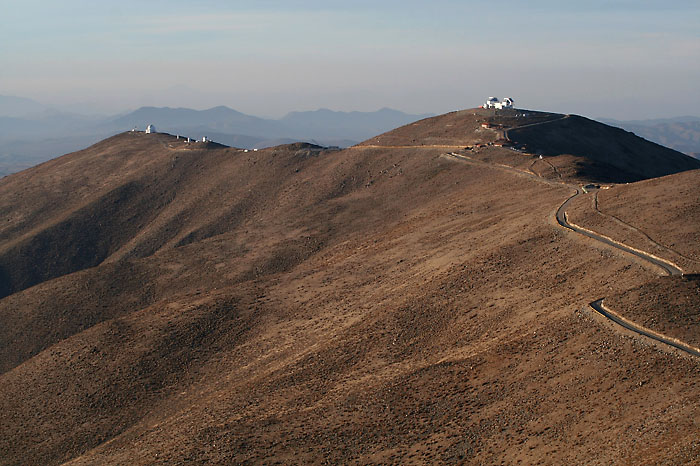
Observatório Las Campanas.

- Telescópios Magalhães - Gêmeos de 6,5 m, batizados de Walter Baade (15 de setembro de 2000) e Landon Clay (7 de setembro de 2002).[2]
- Telescópio Irénée du Pont (1977) - 2,5 m.[3]
- Telescópio Henrietta Swope (1971) - 1 m.[4]

## Galeria de fotos

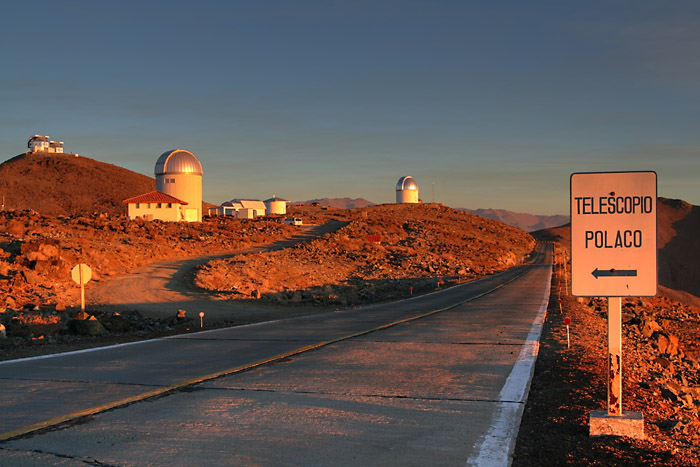
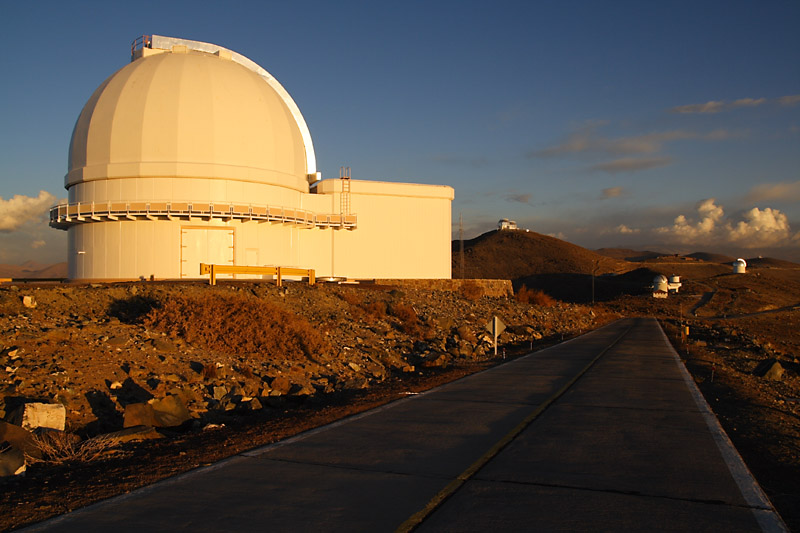
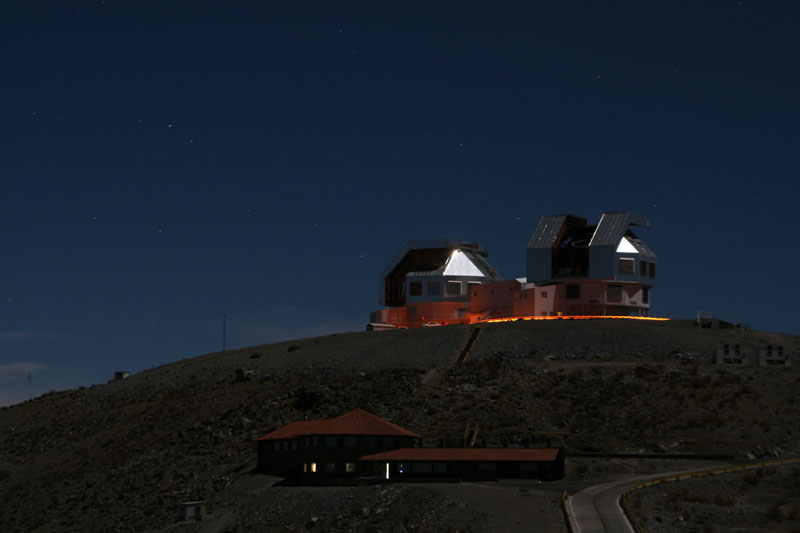
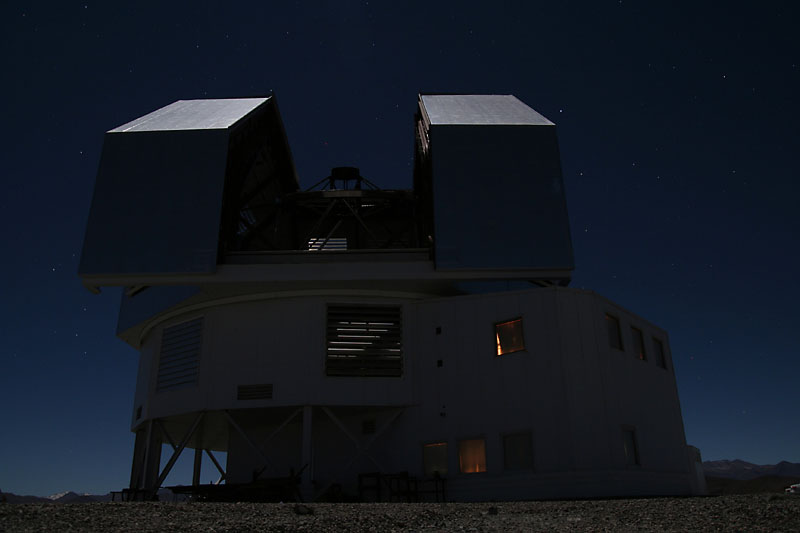
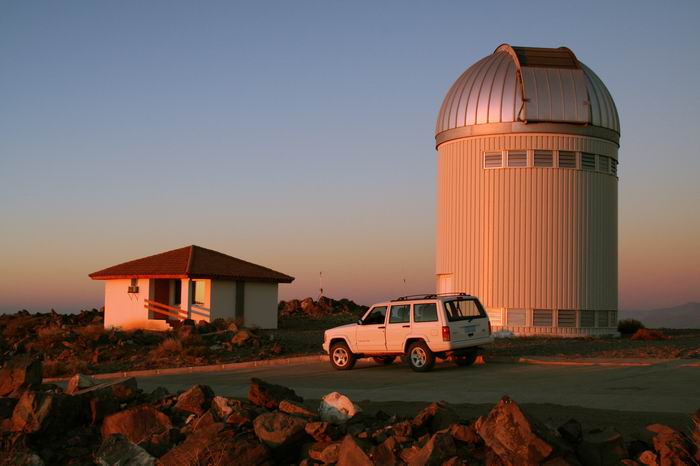
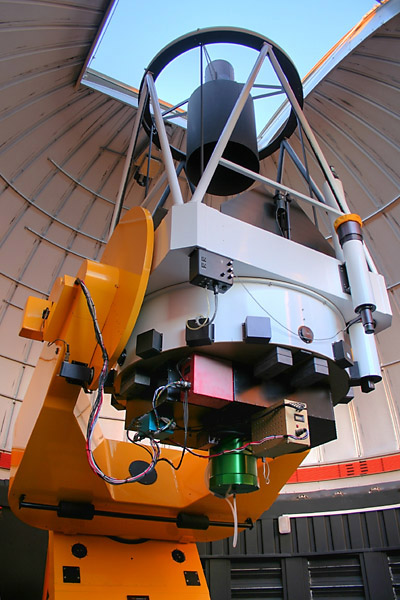
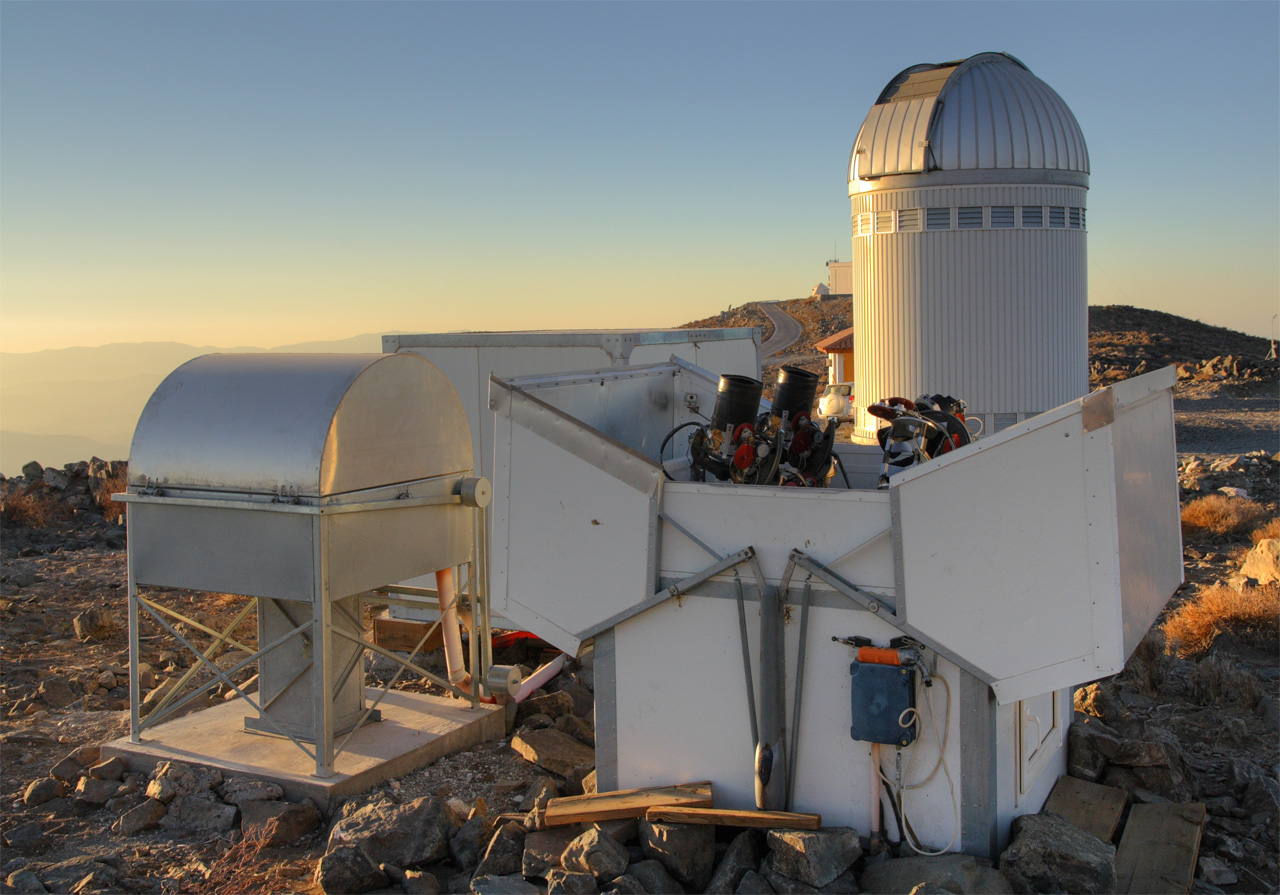